# Петър Юруков
Петър Христов Юруков е български революционер, войвода на Вътрешната македоно-одринска революционна организация.

## Биография
Петър Юруков е роден в 1878 година или на 19 декември 1882 година (стар стил) в град Карлово, Източна Румелия. До 4-ти клас учи в Карлово, 5-и клас завършва в Пловдив през 1898 година, през следващата учебна година учи в железарското училище в Самоков, където е председател на революционния кръжок „Трайко Китанчев“. Става деец на ВМОРО, като първо се обучава в четата на Михаил Апостолов - Попето, и през май 1900 година Гоце Делчев го изпраща за секретар на Дойранската районна чета. Замества Христо Чернопеев като кукушки районен войвода след раняването му. В 1901 година действа в Радовишко и Струмишко заедно с Михаил Герджиков, а по-късно става секретар на Михаил Попето във Воденско. В 1902 година взима участие в аферата „Мис Стоун“.

През февруари 1902 година влиза с чета в Тиквешко, за да възстанови каналите от Струмица и Радовиш до Прилеп, а Атанас Бабата е негов подвойвода с 8 души. На път за Тиквешко в края на февруари четите на Петър Юруков, Атанас Бабата и Никола Дечев разбиват в сражение четата на Дончо Златков, като предварително на младите четници е обяснено, че ще се сражават с турска потеря. За сражението секретаря на Юруков Михаил Шокев от Охрид в спомените си пише: 
| „ | защо трябваше да се бием българи срещу българи | “ |

А според инспектора на четите Трайчо Христов целта на сражението е да се прогонят дейците на ВМОК в България и да не подготвят населението за прибързано въстание. До пролетта на 1903 година Петър Юруков обикаля и в Прилепско, като четата му нараства с 80 души..
През Илинденско-Преображенското въстание, заедно с Аргир Манасиев и Димитър Занешев, е в главния въстанически щаб на революционен окръг „Кожух“. Негов помощник-войвода е Лазар Мишев. С голяма чета и милиция води няколко сражения при Дреновци, Бегнищко, Драгожел, Галищко и Копришница - Тиквешко. Юруков е майстор на бомби и адски машини.. След въстанието е крушевски войвода, а в Тиквеш оставя за свой заместник Христо Гувев от Кошани.
| Чета на Петър Юруков, 20 юни 1905 година | Чета на Петър Юруков, 20 юни 1905 година | Чета на Петър Юруков, 20 юни 1905 година | Чета на Петър Юруков, 20 юни 1905 година | Чета на Петър Юруков, 20 юни 1905 година |
| Номер                                    | Име                                      | Селище                                   | Околия                                   | Забележка                                |
| ---------------------------------------- | ---------------------------------------- | ---------------------------------------- | ---------------------------------------- | ---------------------------------------- |
| 1.                                       | Петър Юруков                             | Карлово                                  | Пловдивска                               |                                          |
| 2.                                       | Тодор Дочев                              | Стара Загора                             |                                          |                                          |
| 3.                                       | Никола Талев                             | Битоля                                   |                                          |                                          |
| 4.                                       | Алекс. Атанасов                          | Латово                                   | Кичевска                                 |                                          |
| 5.                                       | Андрей Варналиев                         | Велес                                    | Скопска                                  |                                          |
| 6.                                       | Милош Апостолов                          | Вранища                                  | Стружка                                  |                                          |
| 7.                                       | Васил Драгнев                            | Ябланица                                 | Тетевенско                               |                                          |
| 8.                                       | Ив. х. Николов                           | Стара Загора                             |                                          |                                          |
| 9.                                       | Петко Кънев                              | Белица                                   | Разложка                                 |                                          |
| 10.                                      | Атанас Трайков                           | Ново село                                | Струмишка                                |                                          |

Заедно с Петър Радев – Пашата и Георги Сугарев се сражава със сръбските въоръжени чети в Македония.
През есента на 1905 година след тежък бой с потеря е тежко ранен при манастира „Свети Никола“ край село Прилепец. Отведен е от своите другари в прилепската болница, където заболява от тиф и умира на 18 януари 1906 г.
По негово желание е погребан в Юрушката махала на Бегнище.
Христо Попантов пише за него:
| „ | Той бѣ силенъ по духъ, организаторъ, честенъ и извънредно скроменъ. Възложената му задача да организира и въорѫжи населението той изпълни отлично. | “ |

В негова чест по време на българското управление в годините на Втората световна война в град Прилеп е построен паметник, който е съборен след установяването на комунистическата власт в 1944 година. Негов личен архивен фонд се съхранява в Държавна агенция „Архиви“.